# Harknessia leucospermi
Harknessia leucospermi är en svampart som beskrevs av Crous & Viljoen 1998. Harknessia leucospermi ingår i släktet Harknessia, ordningen Diaporthales, klassen Sordariomycetes, divisionen sporsäcksvampar och riket svampar.   Inga underarter finns listade i Catalogue of Life.